# Le Bourget
Le Bourget je město v severovýchodní části metropolitní oblasti Paříže ve Francii v departmentu Seine-Saint-Denis a regionu Île-de-France. Od centra Paříže je vzdálené 10,6 km.

## Geografie
Sousední obce: Dugny, La Courneuve, Drancy a Le Blanc-Mesnil.

## Vývoj počtu obyvatel
Počet obyvatel

## Partnerská města
- Amityville, USA
- Cullera, Španělsko
- Little Falls, USA